# Fotina Samarijanka
Fotina Samarijanka, krščanska svetnica ter mučenka , * ? Samarija, † 66 po Kr. r., Rim.

## Življenje
Fotina je po izročilu tista žena iz Samaritanka, s katero se je spustil v pogovor Jezus ob Jakobovem vodnjaku v Sihemu  v Palestini 

## Smrt in češčenje
Po izročilu je umrla med Neronovim preganjanjem leta 66 v Rimu. 
Relikvije njene glave se nahajajo v cerkvi Sv. Pavla zunaj obzidja v Rimu.
Njen god obhaja katoliška Cerkev 20. marca, pravoslavne Cerkve 26. februarja, armenska apostolska Cerkev pa 31. avgusta.